# Béon (Ain)
Béon è un ex comune francese di 364 abitanti situato nel dipartimento dell'Ain della regione dell'Alvernia-Rodano-Alpi. È bagnato dal fiume Séran.
Dal 1º gennaio 2023 è stato accorpato nel comune di Culoz-Béon.

## Società

### Evoluzione demografica
Abitanti censiti